# Mansle-les-Fontaines
Mansle-les-Fontaines ist eine französische Gemeinde mit 2092 Einwohnern (Stand 1. Januar 2022) im Département Charente in der Region Nouvelle-Aquitaine. Die Gemeinde gehört zum Arrondissement Cognac, zum Kanton Boixe-et-Manslois und zum Gemeindeverband Cœur de Charente.
Sie entstand mit Wirkung vom 1. Januar 2023 als Commune nouvelle durch Zusammenlegung der bis dahin selbstständigen Gemeinden Mansle und Fontclaireau, die fortan den Status von Communes déléguées besitzen. Der Verwaltungssitz befindet sich in Mansle.

## Gemeindegliederung
| Commune déléguée         | Ehemaliger INSEE-Code | PLZ   | Fläche (km²) | Einwohnerzahl (2022) |
| ------------------------ | --------------------- | ----- | ------------ | -------------------- |
| Mansle (Verwaltungssitz) | 16206                 | 16230 | 5,75         | 1.660                |
| Fontclaireau             | 16140                 | 16230 | 5,61         | .0432                |

## Geographie

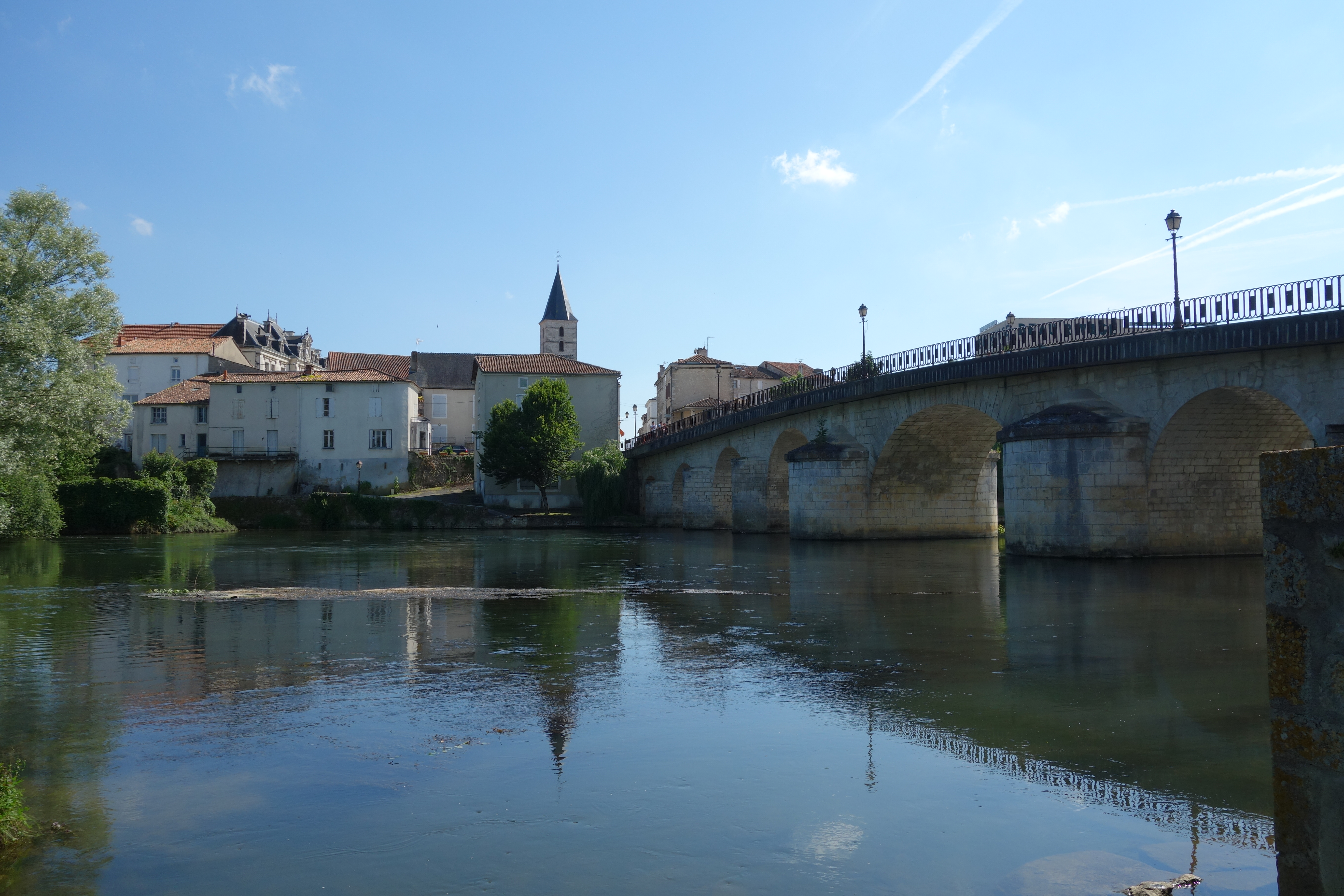
Blick auf Mansle mit der Brücke über die Charente

Mansle-les-Fontaines liegt nördlich des Zentrums des Départements ca. 26 Kilometer nördlich von Angoulême in der Landschaft Charente.
Umgeben wird Mansle-les-Fontaines von den sieben Nachbargemeinden:
| Fontenille  | Lichères                                    |          |
| Saint-Groux | Kompassrose, die auf Nachbargemeinden zeigt | Mouton   |
| Cellettes   | Maine-de-Boixe                              | Puyréaux |

Mansle-les-Fontaines liegt beiderseits des Flusses Charente mit den Ortsteilen Mansle am linken und Fontclaireau am rechten Ufer.

## Sehenswürdigkeiten
| Name                              | Ort          | Bemerkungen                                                            | Bild |
| --------------------------------- | ------------ | ---------------------------------------------------------------------- | ---- |
| Pfarrkirche Saint-Léger           | Mansle       | Erbaut im 12. Jahrhundert mit Erweiterungen im 15. und 16. Jahrhundert |      |
| Schloss Goué                      | Mansle       | Erbaut im 15. Jahrhundert mit Umbauten im 16. und 17. Jahrhundert      |      |
| Pfarrkirche Saint-Pierre-ès-Liens | Fontclaireau | 11. Jahrhundert, Wiederaufbau nach Zerstörung im 17. Jahrhundert       |      |

## Wirtschaft

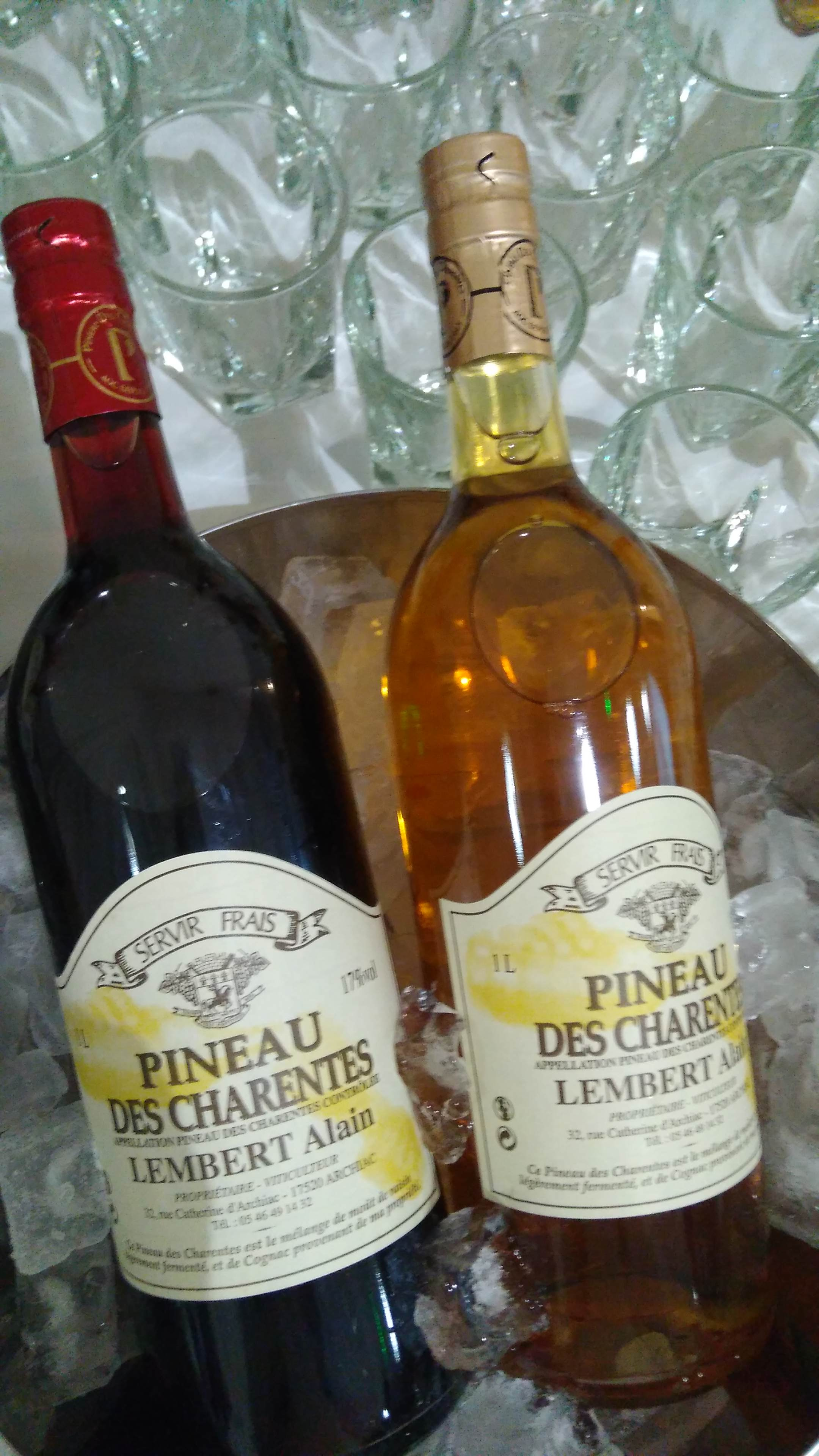
Flaschen des Pineau des Charentes in den Sorten weiß und rot

Mansle-les-Fontaines liegt in den Zonen AOC
- der Buttersorten
  - Charentes-Poitou,
  - Charentes und
  - Deux-Sèvres,
- des Cognacs mit den Bezeichnungen
  - Cognac Fin Bois und
  - Cognac ou Eau-de-vie de Cognac oder Eau-de-vie des Charentes und
- des Pineau des Charentes in den Sorten weiß, rosé und rot.[2]

## Bildung
Die Gemeinde verfügt über eine öffentliche Vor- und Grundschule Jean de la Fontaine in Mansle mit 186 Schülern im Schuljahr 2022/2023 sowie ein öffentliches Collège Alfred Renoleau.
Darüber hinaus befindet sich eine öffentliche Grundschule in Fontclaireau mit 42 Schülern im Schuljahr 2022/2023.

## Verkehr
Die Route nationale 10 durchquert die Gemeinde in Nordsüdrichtung und verbindet sie mit Poitiers im Norden und Angoulême im Süden. Die Route départementale 739 und ehemalige Route nationale 739 durchquert den Ortsteil Mansle in Ostwestrichtung.
Eine Buslinie der Region Nouvelle-Aquitaine verbindet die Gemeinde mit Ruffec im Norden und Angoulême im Süden.